# Neue Künstlervereinigung München

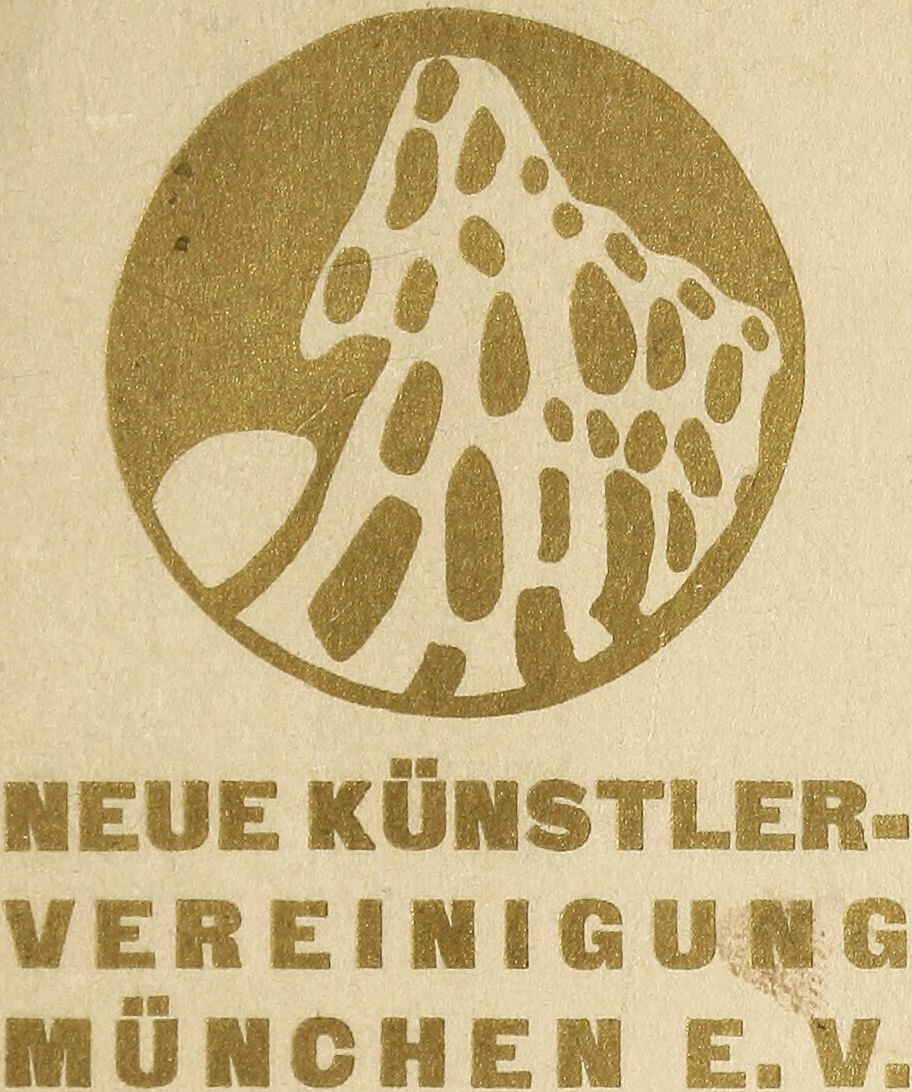

A Neue Künstlervereinigung München (abreviada NKVM; traduzida do alemão como "Associação de Artistas de Nova Munique") foi um grupo de artistas que se formou em 1909 em torno de Wassily Kandinsky e prefigurava Der Blaue Reiter, a primeira secessão modernista considerada precursora e pioneira da arte moderna na Alemanha do século XX.

## História
Seus membros fundadores foram Wassily Kandinsky (que inicialmente propôs a criação do grupo),  Alexej von Jawlensky, Marianne von Werefkin, Gabriele Münter, Adolf Erbslöh, Charles Johann Palmié e Alexander Kanoldt.
As principais figuras se reuniram em 1909 para estudar em Munique. Entre os mesmos 1909 e 1911, o NKVM organizou três ciclos de exposições. O primeiro apresentou o grupo original e artistas convidados, o segundo expandiu-se para incluir artistas internacionais de vanguarda como Pablo Picasso e Georges Braque, e o terceiro e último dispensou a maioria dos artistas anteriores, especialmente os secessionistas do Der Blaue Reiter. eles organizaram sua própria exposição paralela na mesma galeria, como resultado de tensões dentro da NKVM.